# Kai Jones
Kai Martinez Jones (* 19. Januar 2001 in Nassau) ist ein bahamaischer Basketballspieler.

## Werdegang
Jones begann im Alter von 15 Jahren mit dem Basketballsport, spielte nach seinem Wechsel in die Vereinigten Staaten in Florida für die Mannschaft von Orlando Christian Prep und danach für die Brewster Academy in New Hampshire. Die Saison 2019/20 war seine erste in der ersten NCAA-Division bei der Mannschaft der University of Texas at Austin. Nach Mittelwerten von 3,6 Punkten und 3,2 Rebounds je Begegnung während des Spieljahres 2019/20 steigerte er seine Werte in der Saison 2020/21 auf 8,8 Punkte sowie 4,8 Rebounds pro Einsatz.
Jones wechselte 2021 ins Profigeschäft, die Rechte am Bahamaer gingen beim NBA-Draftverfahren Ende Juli 2021 an die New York Knicks. Noch am selben Abend reichte New York Jones an die Charlotte Hornets weiter. Jones war der fünfte Spieler von den Bahamas, der in der Draftgeschichte von einer NBA-Mannschaft ausgewählt wurde. Anfang August 2021 unterzeichnete er in Charlotte seinen ersten Vertrag als Berufsbasketballspieler. Er wurde im Oktober 2023 aus dem Aufgebot gestrichen.
Für die Delaware Blue Coats stand er 2024 in zwei Spielen der NBA G-League auf dem Feld. Im Sommer 2024 wurde Jones von den Los Angeles Clippers verpflichtet. Er spielte bis Anfang März 2025 für die Kalifornier. Wenige Tage später wurde er von den Dallas Mavericks verpflichtet.